# David McKenzie
David McKenzie (Shepparton, Victòria, 6 d'agost de 1974) és un ciclista australià, ja retirat, que fou professional entre 1997 i 2005. En el seu palmarès destaca el Campionat nacional en ruta de 1998 i una etapa al Giro d'Itàlia de 2000. Aquest mateix any fou escollit el ciclista australià de l'any.

## Palmarès
- 1994
  - Vencedor d'una etapa al Bay Cycling Classic
  - Vencedor d'una etapa a l'Olympia's Tour
- 1995
  - Vencedor d'una etapa al Bay Cycling Classic
  - Vencedor de 2 etapes al Herald Sun Tour
- 1996
  - 1r al Bay Cycling Classic i vencedor de 2 etapes
  - Vencedor de 2 etapes al Herald Sun Tour
  - Vencedor de 3 etapes al Tour de Tasmània
- 1997
  - Vencedor d'una etapa al Herald Sun Tour
- 1998
  -  Campió d'Austràlia en ruta
  - Vencedor de 2 etapes al Herald Sun Tour
- 1999
  - Vencedor d'una etapa al Bay Cycling Classic
  - Vencedor d'una etapa al Tour de Langkawi
- 2000
  - Vencedor d'una etapa al Giro d'Itàlia
  - Vencedor d'una etapa al Circuito Montañés
- 2001
  - 1r al Melbourne to Warrnambool Classic
  - 1r al Tour de Gippsland
  - 1r al Grafton to Inverell Classic
  - 1r al Baw Baw Classic
  - Vencedor d'una etapa al Tour de Beauce
  - Vencedor d'una etapa al Tour Down Under
  - Vencedor d'una etapa al Herald Sun Tour
- 2002
  - Vencedor d'una etapa al Bay Cycling Classic
  - Vencedor de 2 etapes al Herald Sun Tour
- 2003
  - Vencedor d'una etapa a la Volta al llac Qinghai
  - Vencedor d'una etapa al Herald Sun Tour
- 2004
  - 1r al Tour de Gippsland
  - Vencedor d'una etapa al Bay Cycling Classic
- 2005
  - Vencedor d'una etapa al Bay Cycling Classic
  - Vencedor de 2 etapes al Canberra Tour
  - Vencedor d'una etapa a la Volta al Japó
  - Vencedor d'una etapa al Tour de Gippsland
  - Vencedor d'una etapa al Tour of the Murray River
- 2006
  - 1r al Tour de Perth i vencedor de 2 etapes

### Resultats al Giro d'Itàlia
- 2000. 113è de la classificació general. Vencedor d'una etapa